# Ilex wenchowensis
Ilex wenchowensis är en järneksväxtart som beskrevs av Shiu Ying Hu. Ilex wenchowensis ingår i släktet järnekar, och familjen järneksväxter. Inga underarter finns listade i Catalogue of Life.